# Armando Teixeira
Armando Teixeira Petit, född 25 september 1976 i Strasbourg, bättre känd som Petit, är en portugisisk före detta fotbollsspelare och sedermera fotbollstränare. Han spelade som defensiv mittfältare för bland annat Boavista FC, SL Benfica och 1. FC Köln. Han kallas Petit på grund av sin lilla kropp och därför att han föddes i Frankrike. Han var den fotbollsspelare som gjorde Portugals självmål i bronsmatchen mot Tyskland i fotbolls-VM 2006 vilket gav Tyskland 2-0 i en match som slutade med 3-1.